# Anders Storgaard (folketingsmedlem)
Anders Storgaard (født Larsen 16. oktober 1894 i Sønder Lem Sogn, død 14. september 1974) var en dansk politiker.
Han var socialdemokrat indtil 1946, derefter medlem af Danmarks Kommunistiske Parti (DKP) som han repræsenterede i Esbjerg Byråd fra 1950. Han forlod DKP i 1956 og stiftede Danmarks socialistiske Parti (DSP) i 1957 og blev valgt for dem til byrådet i Esbjerg ved kommunalvalget 1958. DSP blev nedlagt i januar 1959, og Storgaard blev i stedet medlem af Socialistisk Folkeparti (SF) som blev stiftet i februar 1959. Han blev formand for lokalafdelingen i Esbjerg og valgt til Folketinget ved folketingsvalget 1960. Han brød med SF i marts 1964 og tilsluttede sig i maj Fredspolitisk Folkeparti som han repræsenterede i Folketinget frem folketingsvalget 1964.

## Barndom og erhvervsarbejde
Anders Storgaard var født Anders Larsen i 1894 i Sønder Lem ved Ringkøbing som søn af husmand Mads Peder Larsen. Han var hyrdedreng og derefter landbrugsmedhjælper. Fra 1915 til 1919 ejede han et statshusmandsbrug i Rindom ved Ringkøbing. Han var ansat i DSB fra 1919 til 1960. Først som stationsarbejder ved Ringkøbing Station i 1919 og portør i 1920-1930. Han var togbetjent 1930-1943 med arbejdsted i København 1936-1938, Struer 1938-1941 og Esbjerg fra 1941. Han var jernbanepakmester i Esbjerg 1943-1952 og togfører i Odense 1952-1953 og i Esbjerg 1953-1960.
Han fik efternavnet Storgaard i juli 1943.

## Politisk karriere

### Socialdemokratiet
Storgaard blev medlem af bestyrelsen for Danmarks socialdemokratiske Ungdom i 1920. Han var kasserer i Arbejdernes Fællesorganisation i Ringkøbing 1926-1936 og bestyrelsesmedlem i Socialdemokratiets kredsorganisation i Ringkøbingkredsen 1930-1936. Han medlem af ligningskommissionen i Ringkøbing 1925-1936 og formand for socialudvalget og børneværnet.
Han flyttede til København i 1936 og var bestyrelsesmedlem i Socialdemokratisk Vælgerforening i Københavns 1. kreds, Vesterbro 1936-1938. Han kom til Struer i 1938 og var kasserer i Socialdemokratisk Vælgerforening i Struer 1938-1941. I Esbjerg var bestyrelsesmedlem i Socialdemokratiets aktivgruppe 1941-1946 og i Arbejdernes Fællesbageri 1942-1946.

### Danmarks Kommunistiske Parti
Storgaard blev medlem af Danmarks Kommunistiske Parti i 1946 og var partiets folketingskandidat i Ribekredsen fra 1950. Han blev valgt til byrådet i Esbjerg Købstad ved kommunalvalgene i 1950 og 1954. Han meldte sig ud af DKP i december 1956 i protest mod Sovjetunionens invasion i Ungarn og blev løsgænger i byrådet.

### Danmarks socialistiske Parti
"Sammenslutningen af 10. februar til dannelse af Danmarks socialistiske Parti (Venstresocialisterne)" blev stiftet 10. februar 1957 med Ib Hetmar Petersen og Anders Storgaard i ledelsen. Efter en uge kom det et brud mellem Hetmar Petersen og Storgaard, og grupper omkring dem oprettede begge et parti med navnet Danmarks socialistiske Parti. Hetmars parti blev opløst igen, mens Storgaards parti fortsatte. De valgte ikke at søge opstilling til Folketinget for ikke at splitte arbejderstemmerne. Storgaard stillede op for DSP til kommunalvalget 1958 og blev genvalgt til Esbjerg Byråd.
Aksel Larsen blev ekskluderet af Danmarks Kommunistiske Parti i 1958 og dannede Socialistisk Folkeparti (SF). Et flertal af medlemmerne i DSP besluttede i januar 1959 at nedlægge partiet så de i stedet kunne tilslutte sig SF.

### Socialistisk Folkeparti
SF blev formelt stiftet 15. februar 1959. Anders Storgaard blev formand for lokalafdelingen i Esbjerg som SF's første lokalafdeling udenfor København. Han blev opstillet til Folketinget i Esbjergkredsen og valgt i Ribe Amtskreds ved Folketingsvalget 15. november 1960. Det kom til et brud mellem Storgaard og SF i 1964, og Storgaard blev løsgænger i Folketinget fra 27. marts 1964.

### Fredspolitisk Folkeparti
I 1963 var Fredspolitisk Folkeparti stiftet af udbrydere fra Det Radikale Venstre med tilknytning til foreningen Een Verden. Storgaard sluttede sig til partiet og repræsenterede det i Folketinget fra 26. maj 1964 til folketingsvalget 22. september 1964.